# Tonto National Monument
Het Tonto National Monument is gelegen in het Tonto National Forest in Gila County in de Amerikaanse staat Arizona. Het werd in 1907 door president Teddy Roosevelt ter bescherming geplaatst op de lijst van nationale monumenten in de Verenigde Staten.
Het monument ligt in de Superstition Mountains aan de noordoostelijke rand van de Sonorawoestijn langs de Salt River, drie kilometer ten zuidoosten van Roosevelt. Het bestaat onder andere uit twee gedeeltelijk bewaard gebleven en klifwoningen uit de dertiende tot vijftiende eeuw, de tijd dat er mensen woonden van de Saladocultuur.
De bewoners verbouwden hun voedsel in de vallei van de Salt River. Ze vulden dit aan door te jagen en wilde planten en vruchten te verzamelen. De Salado waren daarnaast kundige ambachtslieden die veelkleurig aardewerk en textiele weefsels produceerden. Sommige van in de omgeving bij archeologisch onderzoek opgegraven voorwerpen zijn te zien in het museum van het bezoekerscentrum dat bij het nationaal monument hoort.
Het Tonto National Monument Archeological District waartoe het monument behoort is in 1966 opgenomen in het National Register of Historic Places van de Verenigde Staten.

## Natuurgebied
het Tonto National Monument biedt ook bescherming aan een grote verscheidenheid van planten en dieren. Het monument beslaat circa 4,5 km² in oppervlakte en in dat natuurreservaat leven ten minste 160 soorten vogels, 6 soorten amfibieën, 32 soorten reptielen, 40 soorten zoogdieren en ontelbare soorten insecten, spinnen, duizendpoten en miljoenpoten. De grote diversiteit aan fauna in het monument kan deels worden verklaard door de ligging aan de rand van twee zeer verschillende landvormen: het Superstition-gebergte in het zuidwesten en de vallei gevormd door de Salt River en de Tonto Creek in het noorden en oosten. Tussen het dal en de bergen ligt een platform, of bajada, van geërodeerde sedimenten, doorsneden door dry washes, uitgedroogde kreekbeddingen die enkel seizoensgewijs gevoed worden. Noordwaarts in de bajada, richting de rivier (nu het Roosevelt-meer), worden de omstandigheden droger en warmer en de vegetatie meer open en woestijnachtig. Karakteristiek zijn de saguarocactussen, cylindropuntia, schijfcactussen, palmlelies en agaves. Dit heeft ook een impact op de aanwezige fauna.
Een ander kenmerk van grote betekenis voor dieren is Cave Creek Canyon, die onder de Upper Cliff Dwelling en door het Visitor Center-gebied loopt, noordwaarts naar het Roosevelt-meer. Ten noorden van het bezoekerscentrum is Cave Creek Canyon het grootste deel van het jaar droog. In het zuiden, echter, bevat het een eeuwige lente en hoge bomen, waaronder Arizona-walnoten (juglans major), platanen (platanus wrightii) en netelbomen. Dit kleine schaduwrijke oevergebied wordt bezocht door vele soorten dieren in het wild en werd ongetwijfeld intensief gebruikt door de Salado, die hun woningen bouwden met uitzicht op de bron.

## Fotogalerij

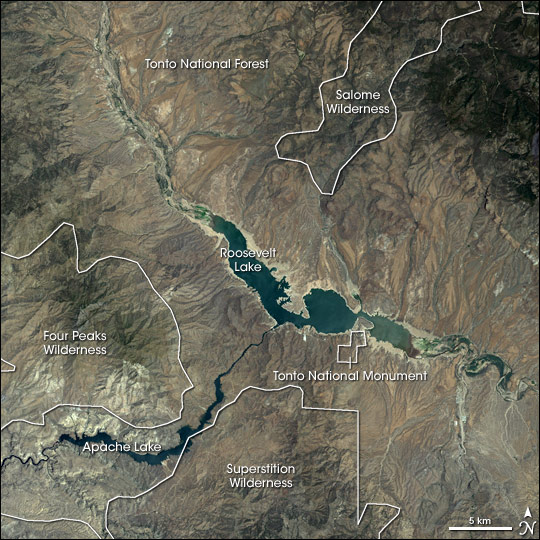
Satellietbeeld van de streek waarin het monument ligt
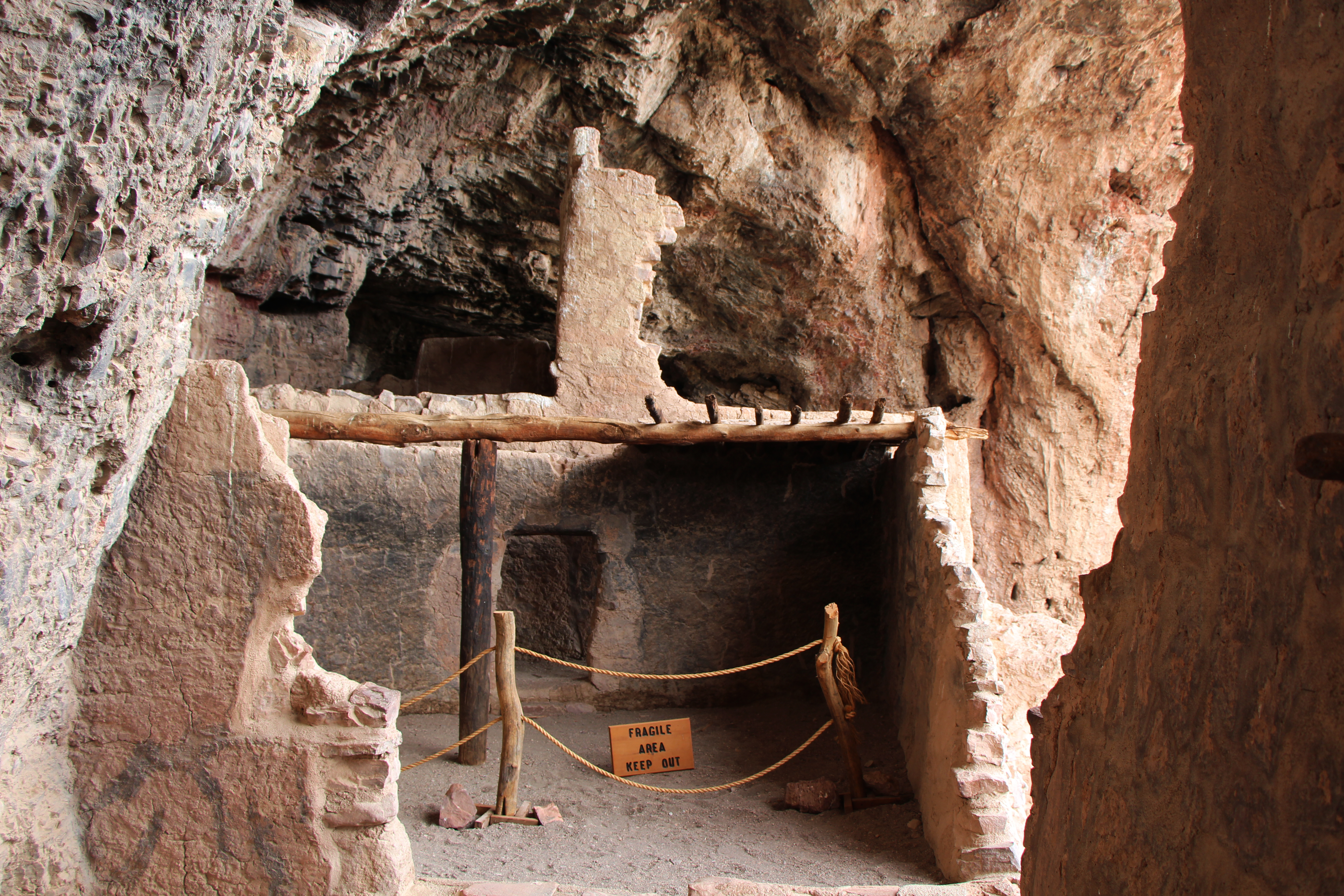
Tonto National Monument, AZ, kamer
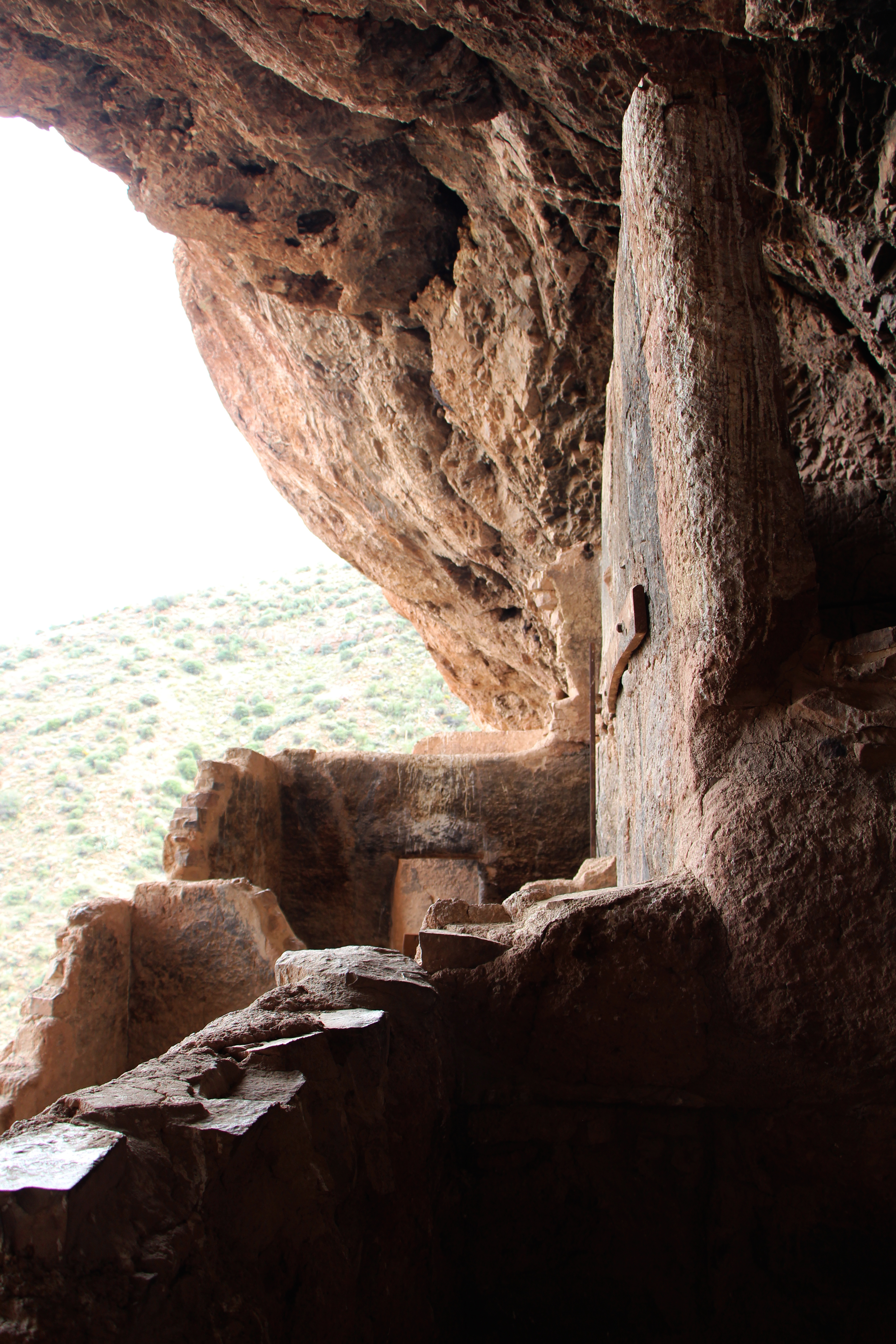
Tonto National Monument, AZ, kamer
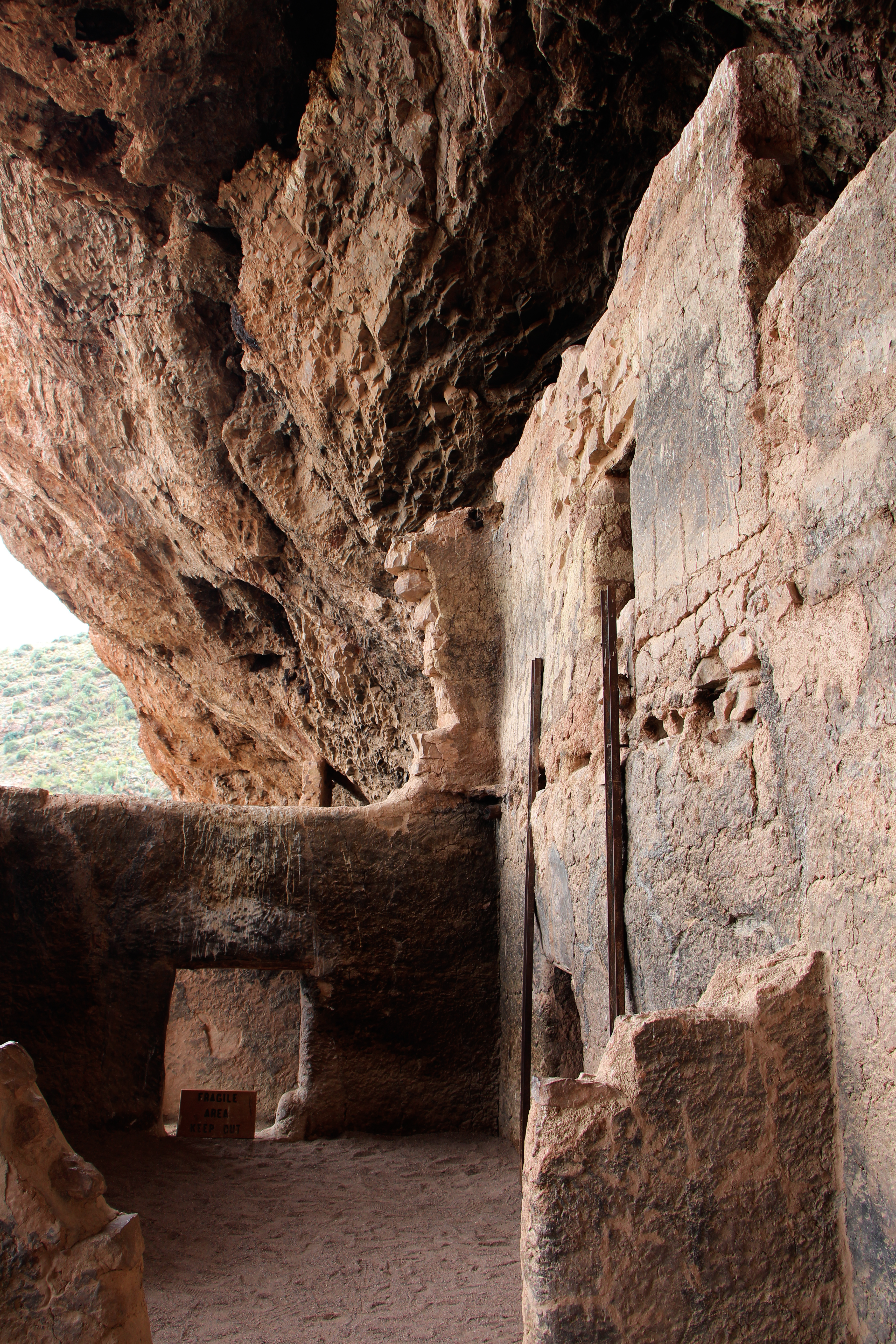
Tonto National Monument, AZ, kamer
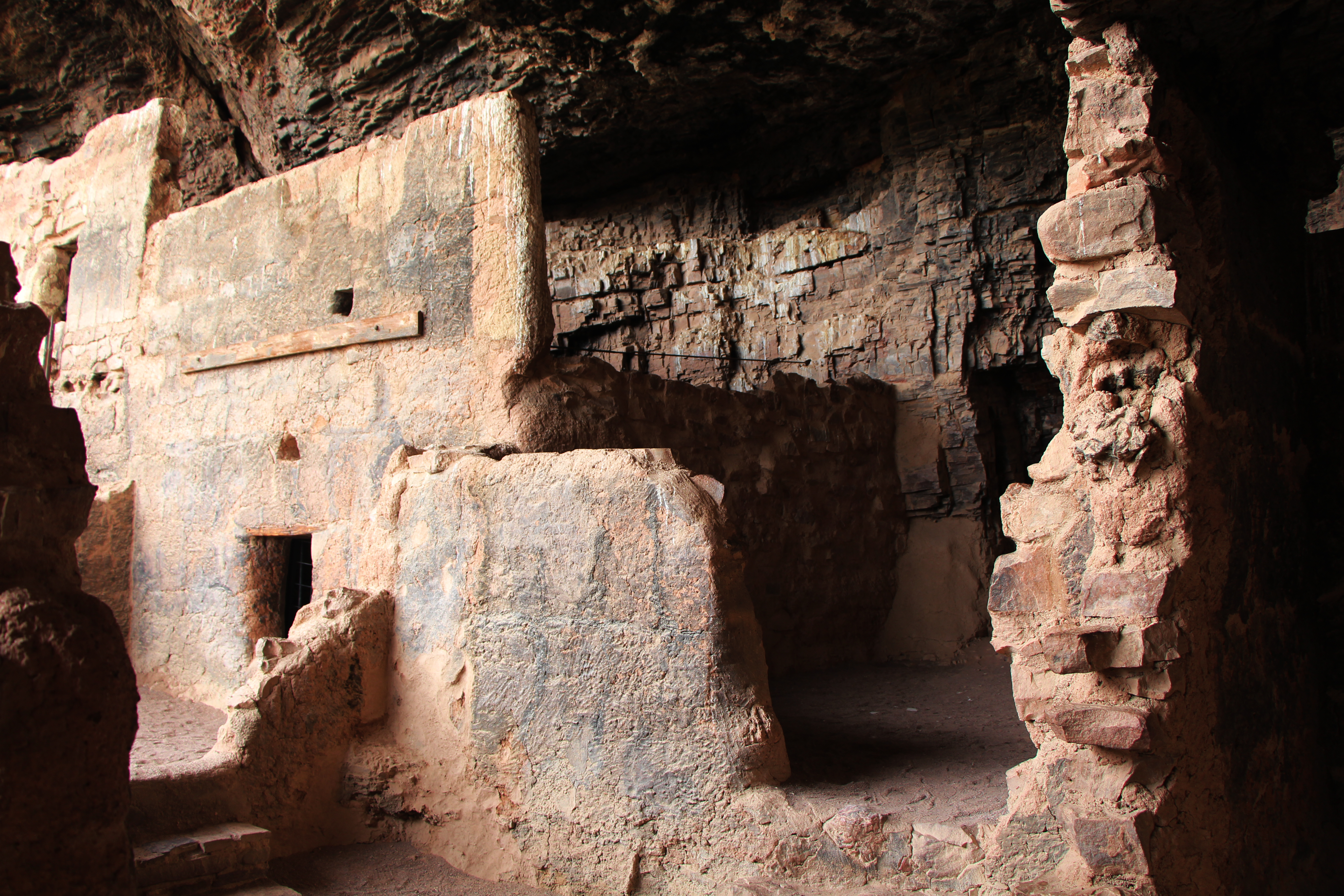
Tonto National Monument, AZ, kamer
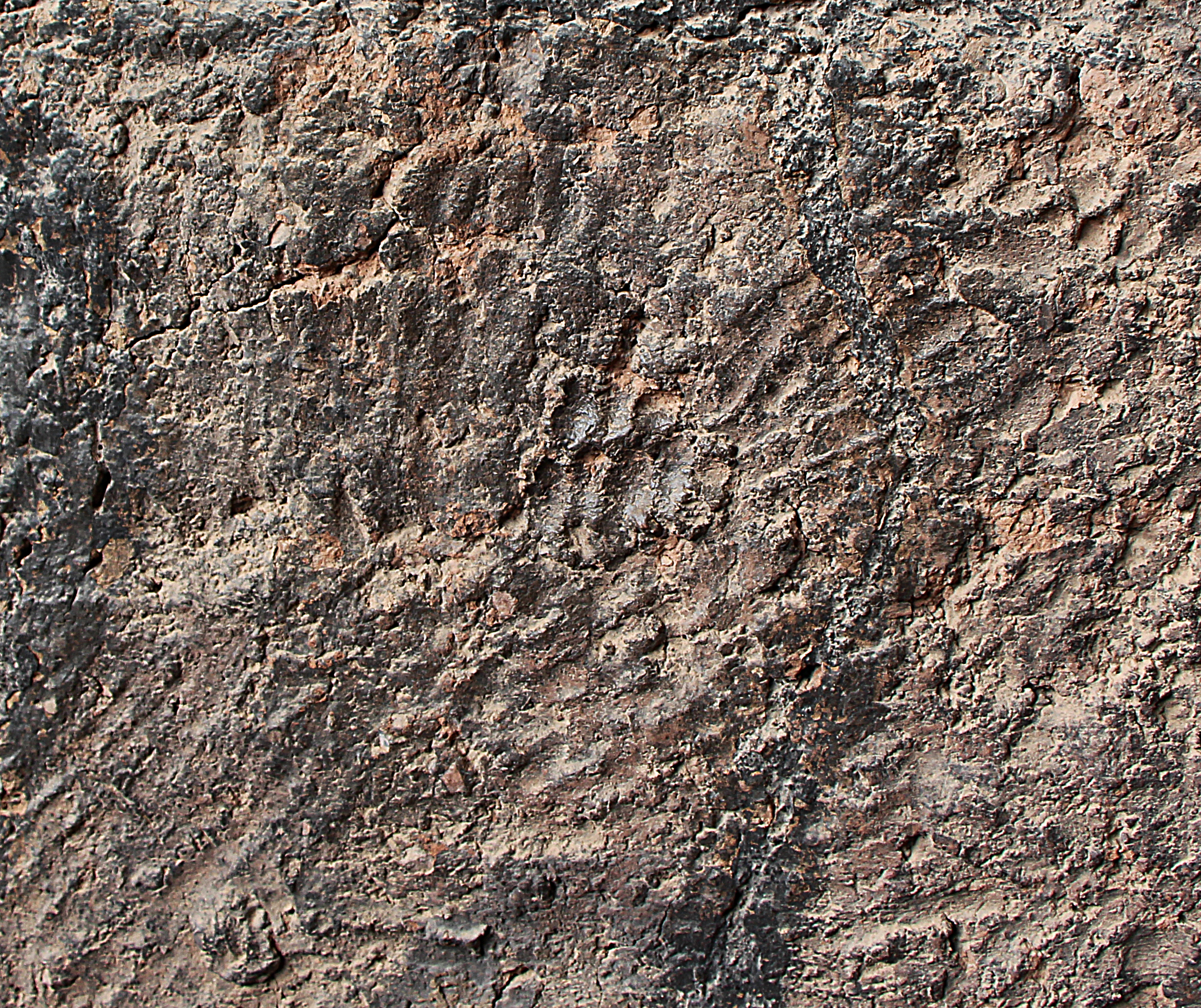
Tonto National Monument, AZ, handschilderingen op wand
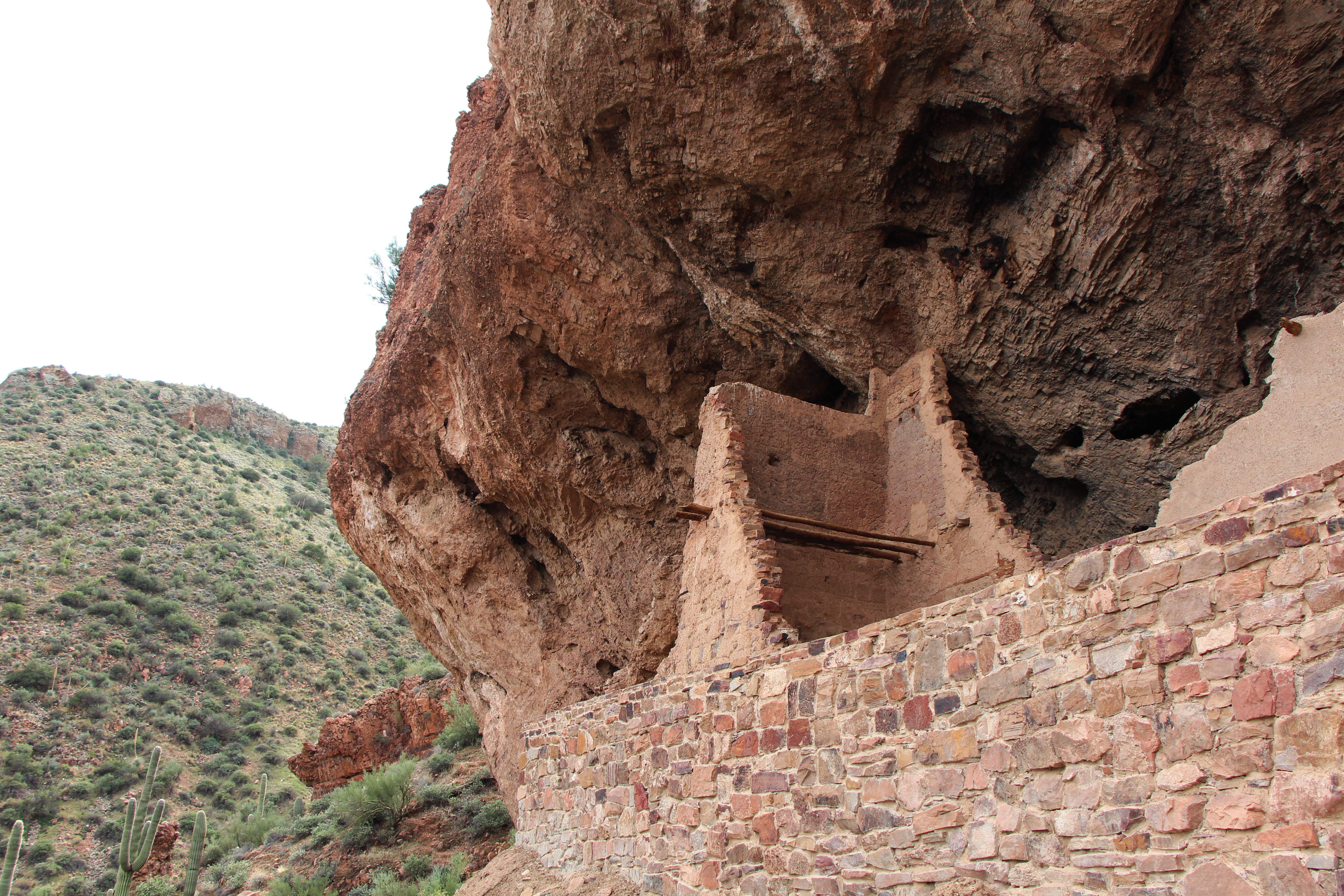
Tonto National Monument, AZ, uitzicht westen
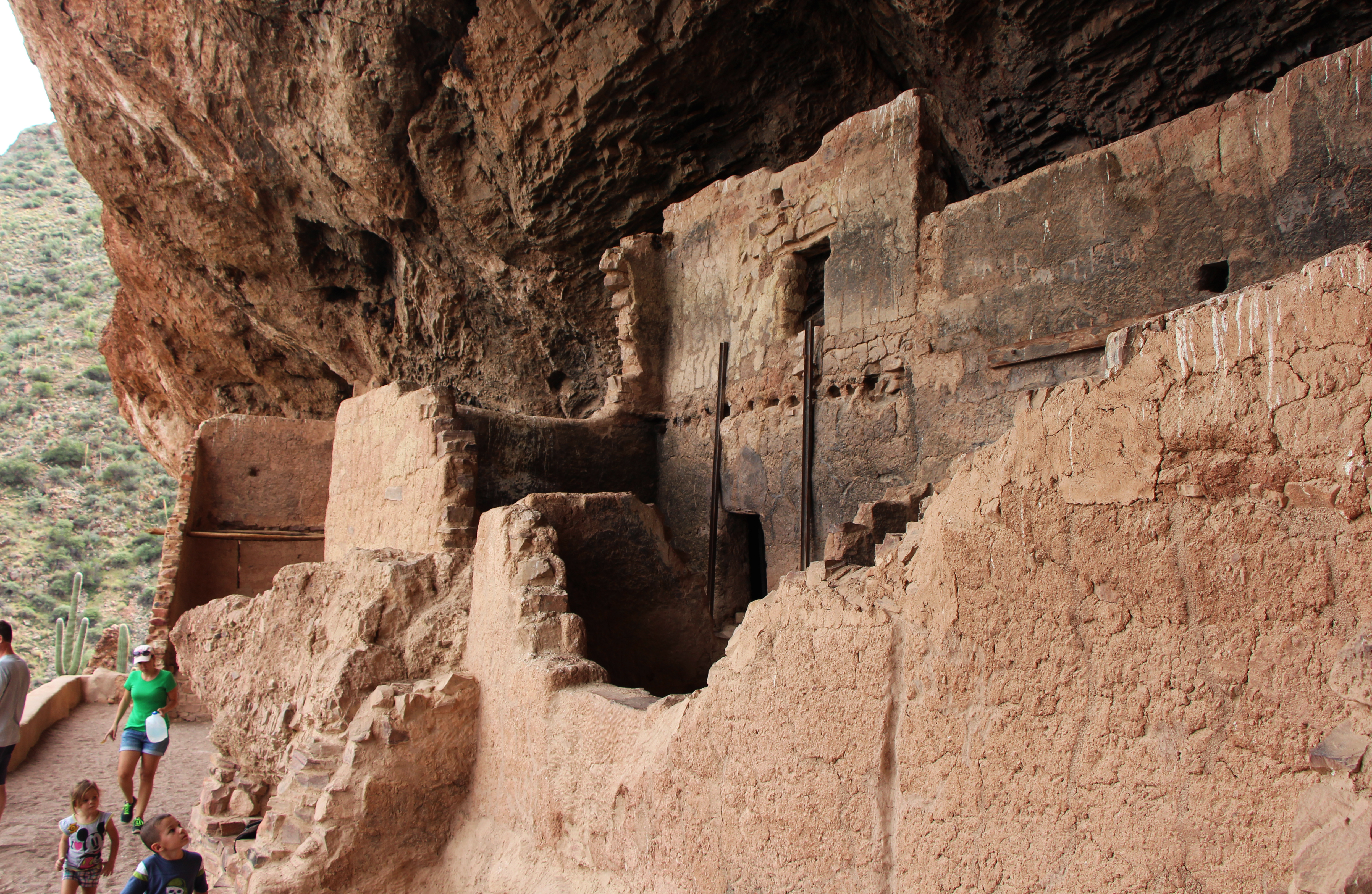
Tonto National Monument, AZ
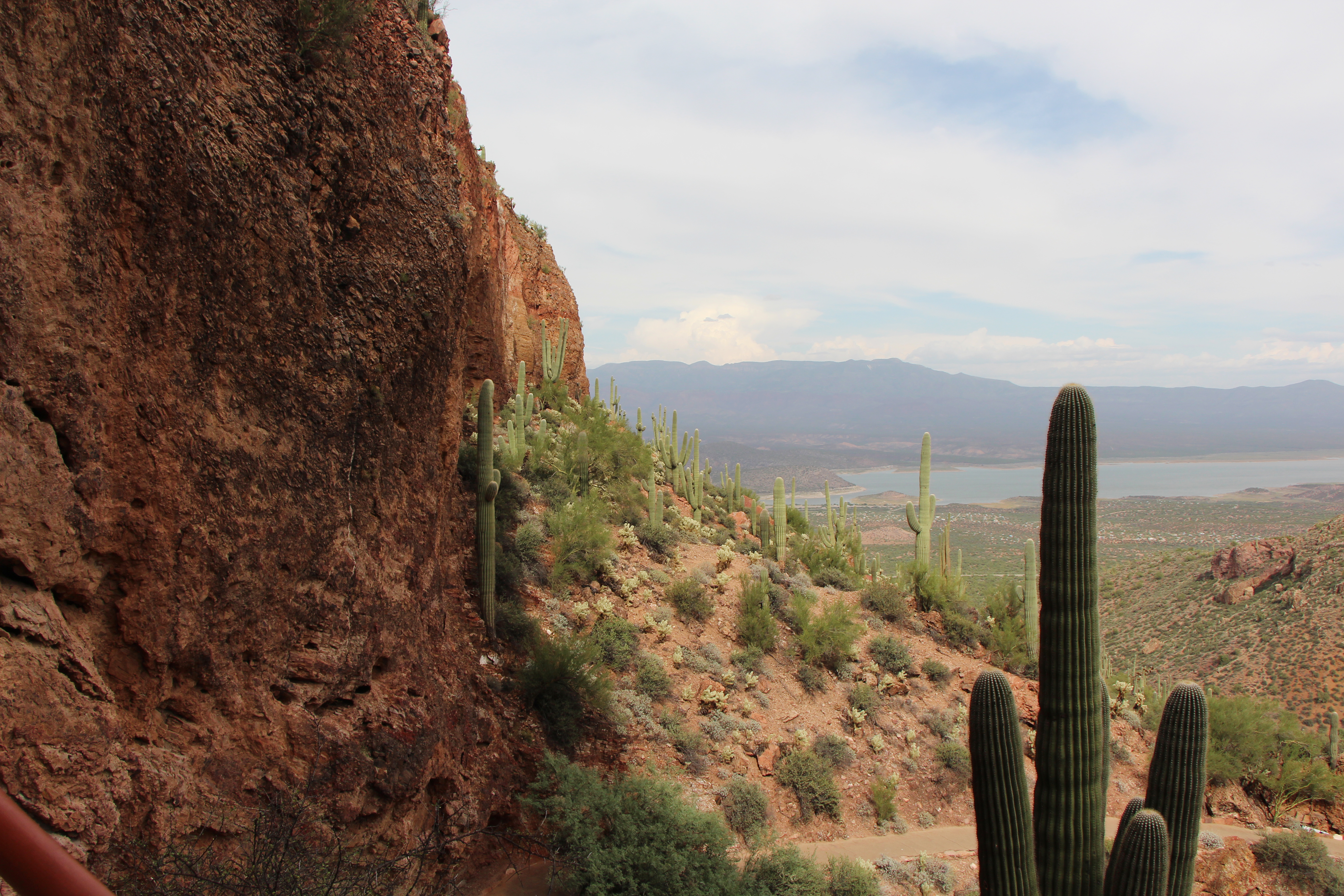
Tonto National Monument, uitzicht oosten